# Battaglia di Saint Kitts (1782)
La battaglia di Saint Kitts, anche detta battaglia di Frigate Bay, venne combattuta tra il 25 e il 26 gennaio 1782 nelle acque antistanti l'isola caraibica di Saint Kitts tra una squadra navale francese sotto l'ammiraglio François Joseph Paul de Grasse e una britannica al comando dell'ammiraglio Samuel Hood, durante i più vasti eventi della guerra anglo-francese.
La flotta britannica era diretta a portare soccorso a Saint Kitts, da poco invasa da una forte forza di spedizione francese; le navi di de Grasse tentarono per tre volte di ostacolare le operazioni di sbarco dei rinforzi britannici nella baia di Frigate Bay davanti alla cittadina di Basseterre, ma furono respinte in tutte le occasioni.

## Antefatti
La dichiarazione di guerra della Francia alla Gran Bretagna nel 1778, una mossa volta ad appoggiare i ribielli americani delle Tredici colonie nella loro guerra d'indipendenza dalla madrepatria, portò a una serie di operazioni navali e anfibie nella regione delle Piccole Antille, dove entrambe le potenze disponevano di diversi possedimenti.
All'inizio del 1781 una potente squadra navale francese al comando dell'ammiraglio François de Grasse valicò l'oceano Atlantico e raggiunse le acque dell'America centrale, difese per parte dei britannici dalla flotta della Leeward Islands Station dell'ammiraglio George Brydges Rodney, il quale tuttavia, in ragione della cattiva salute, tendeva spesso a cedere il comando delle operazioni al suo vice, l'ammiraglio Samuel Hood. Dopo vari scontri inconcludenti, il 5 settembre 1781 de Grasse ottenne un importante successo ai danni dei britannici nella battaglia di Chesapeake, fatto che spianò la strada alla decisiva vittoria delle forze franco-americane nella successiva battaglia di Yorktown. Ottenuto questo successo nella acque nordamericane, de Grasse rientrò alla fine del 1781 nei Caraibi per organizzare ulteriori operazioni ai danni dei possedimenti britannici; l'11 gennaio 1782 le navi di de Grasse trasportarono una forza d'invasione sull'isola di Saint Kitts: la guarnigione britannica si ritirò all'interno della fortezza di Brimstone Hill, dove fu ben presto assediata dalle forze francesi che nel frattempo avevano occupato senza colpo ferire il resto dell'isola. Hood decise di reagire organizzando una spedizione in soccorso della guarnigione assediata di Brimstone Hill, sebbe disponesse di un minor numero di vascelli rispetto al suo avversario.

## La battaglia

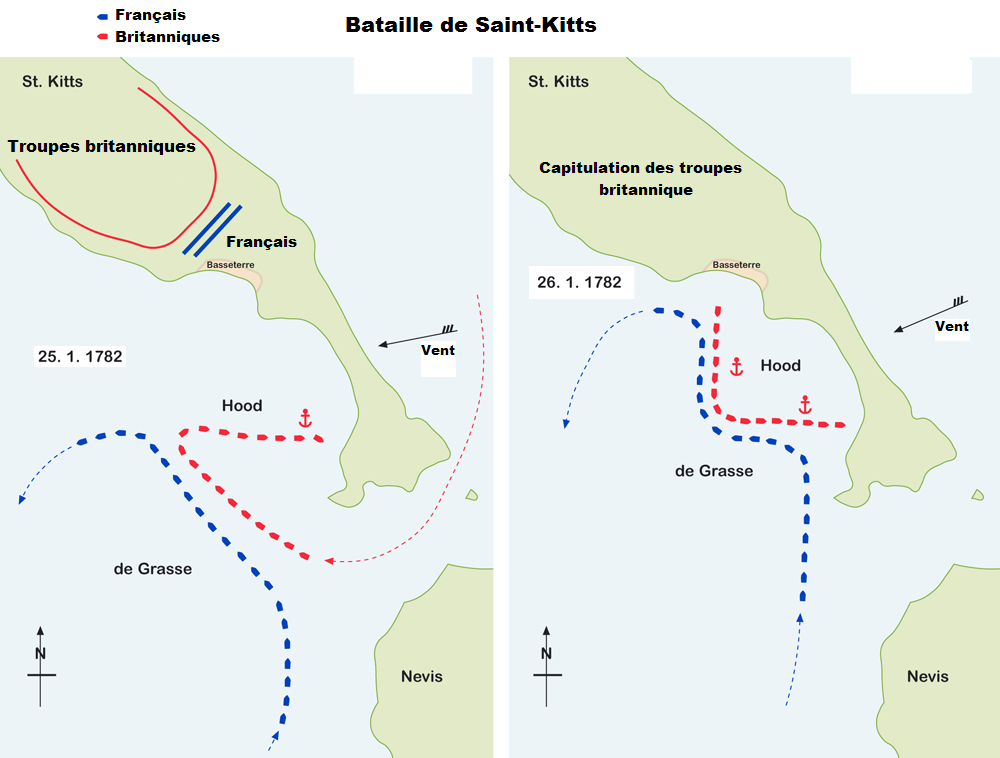
Schema delle azioni davanti a Saint Kitts il 25 (a sinistra) e il 26 gennaio 1782

Il 24 gennaio 1782 la flotta britannica, forte di 22 vascelli, arrivò in vista della costa sud-orientale dell'isola di Nevis; qui le navi britanniche incapparono per caso e catturarono un'unità francese, il cutter da 16 cannoni Espion, il quale stava recapitando un grosso carico di munizioni alle truppe che assediavano Brimstone Hill.
All'alba del 25 gennaio la flotta francese fu avvistata dai britannici a sud di Basseterre, il centro principale di Saint Kitts: de Grasse disponeva di 28 vascelli a due ponti, del vascello a tre ponti da 104 cannoni Ville de Paris e di due fregate. Hood puntò sulle navi francesi mostrando l'apparente intento di ingaggiare combattimento, cosa che spinse i francesi ad allontanarsi dalla costa per andargli incontro; favorito da un improvviso cambio di vento, invece, Hood manovrò la sua flotta per aggirare i francesi e raggiungere l'ancoraggio da loro lasciato davanti a Basseterre, dove si attestò. Hood dispose le sue navi in una formazione difensiva a L e rimase in attesa fermo all'ancora. De Grasse si lanciò all'attacco della formazione britannica il 26 gennaio per tre volte, dando luogo a un feroce combattimento che tuttavia si concluse con la ritirata delle navi francesi, le quali avevano riportato nell'azione diversi danni.

## Conseguenze
Le perdite umane riportate dai due schieramenti non risultarono elevate (72 morti e 244 feriti tra i britannici, 107 morti e 204 feriti tra i francesi), ma i francesi dovettero registrare danni considerevoli alle loro unità. Hood fu in grado di mantenere la posizione davanti a Basseterre per altre due settimane senza ulteriori scontri, ma nonostante fosse riuscito a sbarcare a terra un contingente di truppe fu incapace di portare ulteriore aiuto alla guarnigione di Brimstone Hill che, piagata dalle malattie, dovette infine capitolare nelle mani dei francesi il 12 febbraio. Di conseguenza, Hood reimbarcò le sue truppe e salpò da Saint Kitts il 14 febbraio per andare a ricongiungersi con il resto della flotta di Rodney.